# ماريا إيزابيل سلفادور
ماريا إيزابيل سلفادور (من مواليد 28 يناير 1962) سياسية من إكوادور ومحترفة في صناعة السياحة. عملت في إدارتين كوزيرة السياحة ووزيرة الخارجية، والممثلة الدائمة لإكوادور لدى منظمة الدول الأمريكية، والبرلمانية في برلمان الأنديز، ورئيسة مجلس إدارة جزر غالاباغوس. قبل انتهاء الخدمة العامة في حياتها عملت في صناعة السياحة كرئيسة تنفيذية لشركة إير فرانس في الإكوادور ونائبة رئيس غرفة التجارة الوطنية للسياحة كابتور.
ولد سلفادور في كيتو الإكوادور لعائلة من السياسيين والكتاب. كان والدها خورخي سلفادور لارا سياسيًا مدى الحياة وكاتبًا للرأي في صحيفة إل كوميرسيو. كانت والدتها تيريزا كريسبو تورال شاعرة ومؤلفة أدب الأطفال. نشأت سلفادور في كيتو حيث التحقت بمدرسة كاردينال سبيلمان حيث درست القانون. حصلت بعد ذلك على شهادة في اللغة الفرنسية والحضارة من جامعة جنيف. تمتلك سلفادور أيضًا شهادات جامعية من جامعة سان فرانسيسكو دي كيتو وجامعة أندريس بيلو.
كوزير للشؤون الخارجية في عام 2008 قادت سلفادور الإستراتيجية الدبلوماسية الإكوادورية للتصدي لهجوم أنجوستورا وتمكنت في النهاية من الحصول على تصويت إيجابي للإكوادور في الجمعية العامة لمنظمة الدول الأمريكية التي تدين العمل العسكري الذي قامت به كولومبيا.